# Vancouveria chrysantha
Vancouveria chrysantha är en berberisväxtart som beskrevs av Edward Lee Greene. Vancouveria chrysantha ingår i släktet Vancouveria och familjen berberisväxter. Inga underarter finns listade i Catalogue of Life.